# Alcala (Pangasinan)
Alcala è una municipalità di terza classe delle Filippine, situata nella Provincia di Pangasinan, nella regione di Ilocos.
Alcala è formata da 21 baranggay:
- Anulid
- Atainan
- Bersamin
- Canarvacanan
- Caranglaan
- Curareng
- Gualsic
- Kasikis
- Laoac
- Macayo
- Pindangan Centro
- Pindangan East
- Pindangan West
- Poblacion East
- Poblacion West
- San Juan
- San Nicolas
- San Pedro Apartado
- San Pedro III
- San Vicente
- Vacante